# 白龙 (北魏)
白龙（？—434年），北魏山胡起事首领。
434年，白龙在西河聚众起兵反魏。七月，阳平王拓跋他率军征讨。太武帝拓跋焘登山观看，差点被白龙擒获。九月，魏军击败白龙，他和属下被杀。十月，余众数千在五原被杀。